# NGC 770
NGC 770 ist eine elliptische Galaxie vom Hubble-Typ E3 im Sternbild Widder. Sie ist rund 114 Millionen Lichtjahre von der Milchstraße entfernt und hat einen Durchmesser von etwa 40.000 Lichtjahren. 
Ungewöhnlich an diesem Objekt ist, dass sein Kernbereich entgegengesetzt zu den äußeren Bereichen rotiert. Da NGC 770 an NGC 772 gravitativ gebunden ist, könnten möglicherweise die Gezeitenkräfte dafür verantwortlich sein.
Entdeckt wurde die Galaxie am 3. November 1855 vom irischen Astronomen R. J. Mitchell, einem Assistenten von William Parsons.